# Greatest Hits (Gipsy Kings)
Greatest Hits è un album discografico di raccolta del gruppo musicale francese di origine gitana spagnola Gipsy Kings, pubblicato nel 1994.

## Tracce
1. Djobi Djoba – 3:27
2. Baila Me – 3:47
3. Bamboléo – 3:25
4. Pida Me La – 3:18
5. Bem, Bem, Maria – 3:06
6. Volare – 3:41
7. Moorea – 4:05
8. A Mi Manera – 3:54
9. Un Amor – 3:40
10. Galaxia – 2:37
11. Escucha Me – 4:39
12. Tu Quieres Volver – 3:14
13. Soy – 3:12
14. La Quiero – 3:45
15. Allegria – 2:50
16. Vamos A Bailar – 4:56
17. La Dona – 4:35
18. Medley - [Bamboléo - Volare - Djobi Djoba - Pida Me La - Baila Me] – 4:48

## Classifiche
| Paese             | Posizione più alta |
| ----------------- | ------------------ |
| Austria           | 3                  |
| Belgio (Fiandre)  | 47                 |
| Belgio (Vallonia) | 32                 |
| Germania          | 6                  |
| Paesi Bassi       | 6                  |
| Portogallo        | 27                 |
| Regno Unito       | 11                 |
| Svezia            | 5                  |
| Svizzera          | 3                  |